# Vaga dels nois dels diaris de 1899

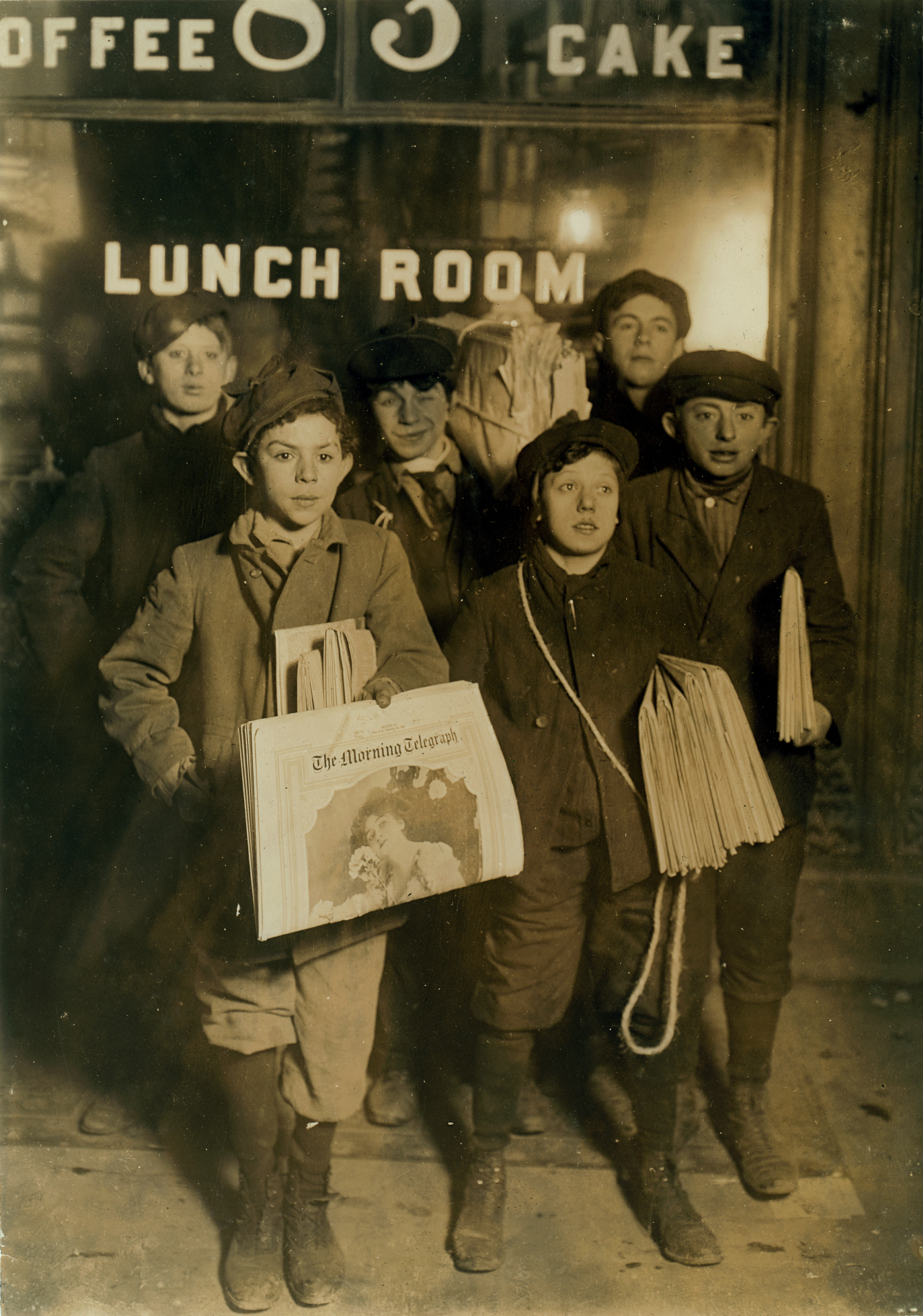
Nois dels diaris de Brooklyn, el 1908

La vaga de nois dels diaris de 1899 va ser una campanya dirigida per joves estatunidencs per canviar la forma en què els diaris de Joseph Pulitzer i de William Randolph Hearst compensaven el treball infantil dels repartidors de diaris. La vaga va durar dues setmanes i va causar el descens de la difusió del diari de Pulitzer New York World de 360.000 a 125.000 exemplars. La vaga va aconseguir l'augment del salari dels venedors de diaris.

## Context històric i social

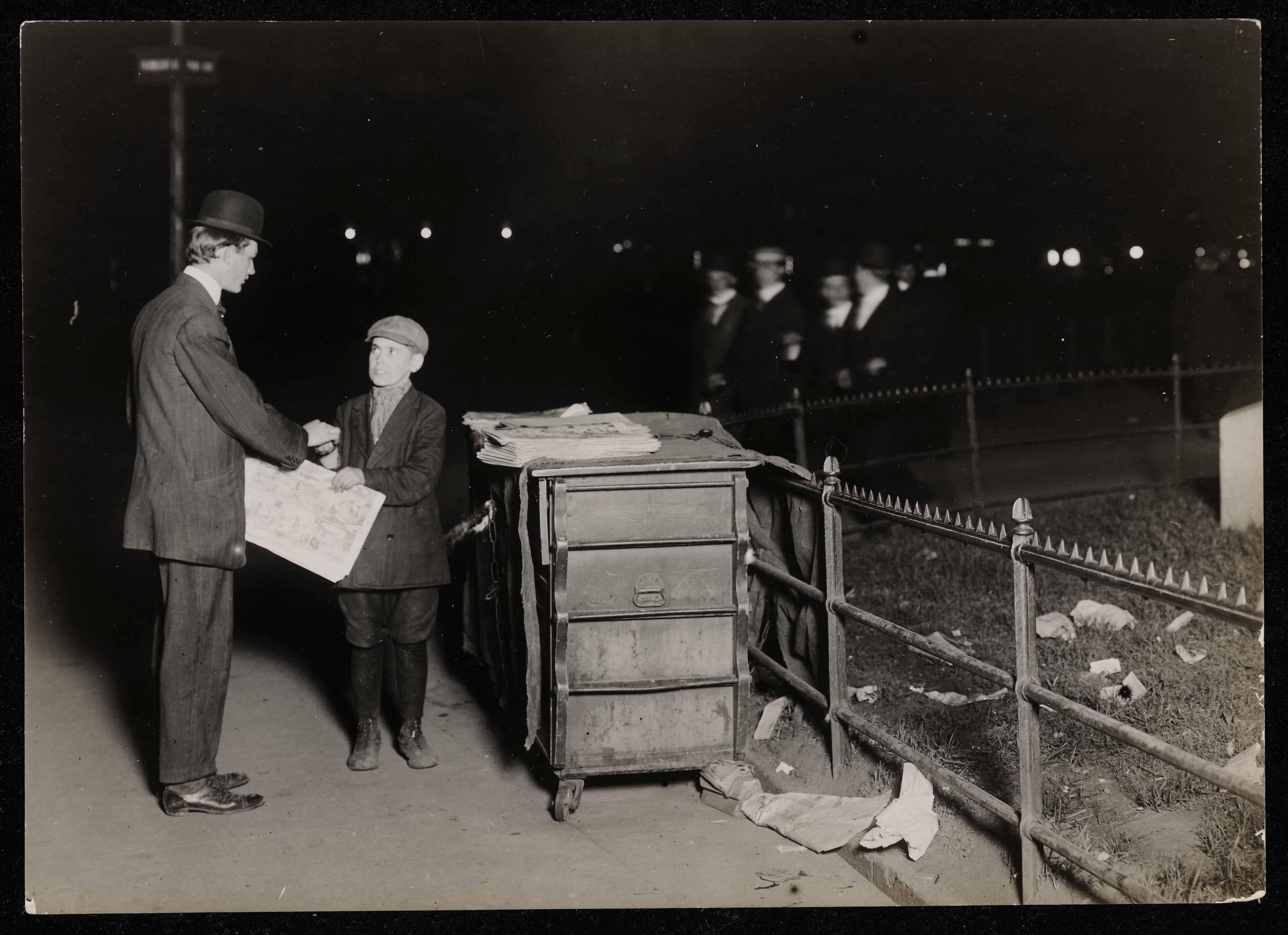
Els repartidors sovint treballaven fins tard, passada la mitjanit. A dalt, un repartidor de diaris treballant a Nova York (1910).

Els nois dels diaris havien convocat vagues els anys 1884, 1886, 1887 i 1889. L'última vaga destacada dels repartidors contra el World i el Journal va ser el maig de 1898.

## Causes
El 1898, moment en què la guerra hispano-estatunidenca va augmentar la venda de diaris, diversos editors van augmentar el cost d'un paquet de 100 diaris de 50 ¢ a 60 ¢. L'augment del preu en aquell moment estava compensat per l'augment de les vendes. Després de la guerra, moltes publicacions van reduir el cost fins a nivells inicials, amb la notable excepció de The Evening World i New York Evening Journal.

## Vaga
El 21 de juliol de 1899, un gran nombre de nois dels diaris de Nova York es va negar a distribuir les publicacions de Joseph Pulitzer, editor del World, i de William Randolph Hearst, editor del Journal. Els vaguistes es van manifestar al pont de Brooklyn durant diversos dies, de manera que van deixar en un punt mort la distribució de premsa a la majoria de ciutats de Nova Anglaterra. Van evitar que altres venguessin diaris estripant les tirades al carrer. Els joves també van demanar als lectors que no compressin diaris fins que no es resolgués la vaga. Pulitzer va intentar contractar adults per fer la feina dels nois dels diaris, però entenien la postura dels joves i no els volien contradir. Diverses manifestacions van atraure més de 5.000 venedors de diaris i van acabar amb els discursos carismàtics del líder vaguista Kid Blink.
Louis Ballatt rebia el sobrenom de Kid Blink perquè era cec d'un ull. El noi va ser un tema recurrent entre els diaris de la competència, com el New-York Tribune, que citaven sovint amb condescendència el seu fort accent de Brooklyn representat amb dialecte visual. Hearst i Pulitzer van contractar homes que trenquessin les manifestacions i que protegissin el repartiment de diaris que encara es produïa.
Tot i que el World i el Journal no van reduir el preu de 60 ¢, van estar d'acord en tornar a comprar tots els exemplars que no s'haguessin venut. La vaga va acabar el 2 d'agost de 1899.

## Llegat
Es considera que la vaga dels nois dels diaris de 1899 va inspirar vagues posteriors, com la de Butte (Montana), la vaga dels nois dels diaris de 1914, i una vaga de 1920 a Louisville (Kentucky). Algunes dècades més tard, la introducció de pràctiques urbanes de protecció infantil va conduir a millorar la qualitat de vida dels venedors de diaris.

## Representacions culturals
El 1942 DC Comics va publicar Newsboy Legion, basat en els venedors de diaris, que va aparèixer per primera vegada al setè número de Star Spangled Comics i va continuar fins al 64è, i també continua en diverses formes en els còmics actuals.
Els fets de la vaga de 1899 van inspirar la pel·lícula de Disney Newsies (1992), que inclou el personatge històric de Kid Blink amb un pegat a l'ull, però sota el nom de Jack Kelly. El 2011 va debutar una adaptació teatral musical de la pel·lícula, també anomenada Newsies, que es va representar a Broadway des de 2012 fins a 2014 i que va estar en gira des de 2014 fins a 2016.
La vaga es descriu en detall en el llibre de no-ficció Kids on Strike! (2003), de Susan Campbell Bartoletti.